# Corydalis calliantha
Corydalis calliantha är en vallmoväxtart som beskrevs av David Geoffrey Long. Corydalis calliantha ingår i släktet nunneörter, och familjen vallmoväxter. Inga underarter finns listade i Catalogue of Life.